# GoFundMe
GoFundMe là một nền tảng của Hoa Kỳ có chức năng quyên góp tiền cho phép nhiều người đóng góp tiền cho các sự kiện khác nhau trong cuộc sống, từ liên hoan chúc mừng tốt nghiệp đến các biến cố như tai nạn, bệnh tật. Từ năm 2010 đến 2017, hơn 5 tỷ đô la Mỹ đã được huy động trên nền tảng này từ 50 triệu nhà tài trợ. Đối với các chiến dịch cá nhân ở Hoa Kỳ, Canada, Vương quốc Anh, Úc, Pháp, Đức, Ireland, Ý, Hà Lan và Tây Ban Nha, GoFundMe là một nền tảng miễn phí. Công ty có trụ sở tại Redwood City, California, có văn phòng tại San Diego và Dublin, và hoạt động tại Pháp, Tây Ban Nha, Đức, Ý và Vương quốc Anh.